# Nylony
Nylony – wytrzymałe i wodoodporne tkaniny wytwarzane z nylonu. W handlu przy nazwie tkaniny występują dodatkowe oznaczenia opisujące liczbę włókien na 1 cal2. Większa liczba włókien przekłada się na większą wytrzymałość tkaniny.

## Rodzaje nylonów
Najczęściej spotykane nylony:
- Nylon – przeważnie jest to odpowiednik nylonu 300D
- Nylon 300D – 150 włókien pionowo i 150 włókien poziomo
- Nylon 600D – 300 włókien pionowo i 300 włókien poziomo
- Nylon 840D – 420 włókien pionowo i 420 włókien poziomo
- Nylon 1680D – 840 włókien pionowo i 840 włókien poziomo

W handlu często nylon 840D i 1680D jest dodatkowo nazywany balistycznym.